# Virbia divisa
Virbia divisa là một loài bướm đêm thuộc phân họ Arctiinae, họ Erebidae.